# Dumitru Cipere
Dumitru Cipere (ur. 22 października 1957 w Drobeta-Turnu Severin) – rumuński bokser kategorii koguciej. W 1980 roku na  letnich igrzyskach olimpijskich w Moskwie zdobył brązowy medal.